# 온양향교
온양향교(溫陽鄕校)는 대한민국 충청남도 아산시에 있는 조선시대의 향교이다. 1997년 12월 23일 충청남도의 기념물 제115호로 지정되었다.

## 개요
향교는 공자와 여러 성현께 제사를 지내고 지방민의 교육과 교화를 위해 나라에서 세운 교육기관이다.
온양향교는 법곡동에 있었으나 임진왜란 때 소실되었고 그 뒤 광해군 2년(1610)에 지금 있는 자리로 옮겨 세웠다.
전체적인 구조는 전학후묘의 전형적인 형태로 앞쪽에는 교육 공간을, 뒤쪽에는 제사 공간을 두었다. 입구에는 하마비·홍살문이 있고 외삼문을 지나면 정면에 교육 공간인 명륜당과 기숙사인 동재가 있다. 명륜당 뒤쪽 내삼문을 지나면 정면에 제사 공간인 대성전이 있다.
명륜당은 앞면 5칸·옆면 2칸의 규모이며, 지붕은 옆면에서 볼 때 여덟 팔(八)자 모양인 화려한 팔작지붕이다. 대성전은 앞면 3칸·옆면 2칸 규모로 지붕은 옆면에서 볼 때 사람 인(人)자 모양과 비슷한 맞배지붕이다. 지붕 처마를 받치기 위해 장식하여 만든 공포는 새 날개 모양으로 장식한 익공 양식으로 꾸몄다.
갑오개혁 이후 향교의 교육 기능은 사라지고 봄·가을에 제사를 지내며, 초하루와 보름에 분향하고 있다.

## 참고 자료
- 온양향교 - 국가유산청 국가유산포털